# KS Teuta Durrës

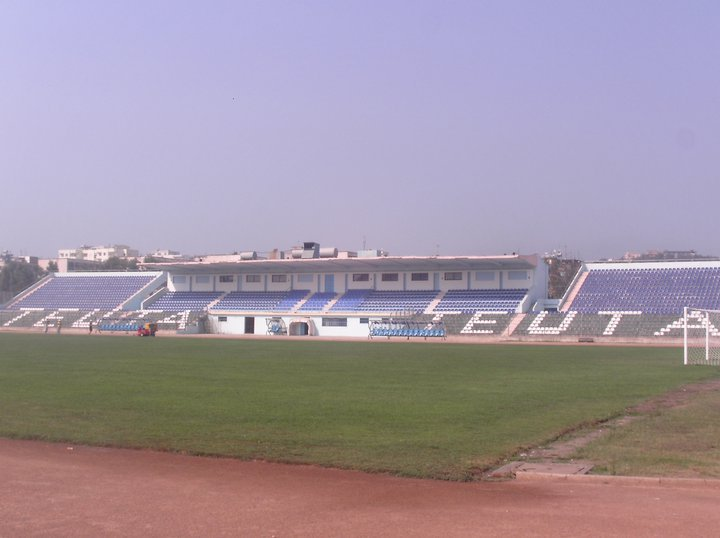
Stadioni Niko Dovana v Drači

KS Teuta je albánský fotbalový klub z Durrës. Klub byl založen roku 1920 ve městě Durrës. Domovským stadionem je Stadioni Niko Dovana s kapacitou 13 000 diváků.

## Vítězství
- Kategorie Superiore - 1993-94, 2020/21
- Albánská druhá divize - 1959, 1961
- Albánský pohár - 1994-95, 1999-00, 2004-05